# The Bachelors
The Bachelors – irlandzka grupa wokalno-instrumentalna (trio) powstała w Dublinie w 1958, popularna w latach 60. XX w.
Nazwy: 1958-1961 The Harmonichords, 1961-1984 The Bachelors (ang. Kawalerzy), od. 1984 New Bachelors.
Skład: bracia Conleth Cluskey (1935-2022) i Declan Cluskey (ur. 1942) oraz John Stokes (ur. 1940), którego po odejściu w 1984 zastąpił Peter Phipps.
Styl: folk rock.
Przeboje: "Charmaine", "Diane", "Marie", "I Believe", "Ramona", "I Wouldn't Trade You for the World", "Sound of Silence".

## Wybrana dyskografia
- The Bachelors (1963)
- Marie (1965)
- Hits of the Sixties (1966)
- The Golden All Times Hits (1967)
- Under and Over (1971)